# Dicerogastra
Dicerogastra is een geslacht van vlinders van de familie Uilen (Noctuidae), uit de onderfamilie Hadeninae.

## Soorten
- D. furvilinea (Hampson, 1902)
- D. ikondae Berio, 1973
- D. madecassa Viette, 1972
- D. proleuca (Hampson, 1913)